# دوراکسان
دوراکسان (به لاتین: Doraksan) یک کوه در کره جنوبی است که در Chungcheongbuk-do, South Korea واقع شده‌است. دوراکسان ۹۶۴ متر بالاتر از سطح دریا واقع شده‌است.